# 大眼棘花鮨
大眼棘花鮨，又稱金黃棘花鱸，為輻鰭魚綱鱸形目鱸亞目鮨科的其中一種，分布於西太平洋的澳洲、越南、新喀里多尼亞等海域，棲息深度可達360公尺，體長可達6.1公分，生活在大陸棚，為底棲性魚類，屬肉食性，生活習性不明。

## 擴展閱讀
維基物種上的相關：大眼棘花鮨